# Dávid Hartl
Dávid Hartl (* 2. října 1993 Bratislava) je slovenský herec.
Vystudoval konzervatoř v Bratislavě. Účinkuje v Divadle Nová scéna v Bratislavě, v Divadle P. O. Hviezdoslava, v Divadle Ludus a v Divadle GUnaGU. Hraje také na Letních Shakespearovských slavnostech, kde má v divadelní hře Romeo a Julie roli Romea. Účastnil se také páté série soutěže Tvoja tvár znie povedome, kde obsadil první místo.
V roce 2020 se zasnoubil se svou přítelkyní tanečnicí Martinou Chválovou.

## Divadlo

### Nová scéna
- Božena Němcová a Slávka Civáňová: Bajaja
- Jane Austenová: Rozum a cit

### Divadlo Ludus
- Sue Townsend: Tajný deník Adriana Mola

### Divadlo GUnaGU
- Viliam Klimáček: Milujem svoj mobil

### Divadlo P. O. Hviezdoslava
- Róbert Mankovecký: Koza rohatá

## Televize

### Filmy
- 2009: Nedodržený slib
- 2015: V Adamovom rúchu
- 2016: Staré dobré časy
- 2017: Únos
- 2019: Malá ríša
- 2019: Ostrým nožem
- 2019: Trhlina
- 2023: A máme, co jsme chtěli

### Seriály
- 2009: Odsouzené
- 2012: Pod povrchem
- 2016: Zoo
- 2018: Vlci
- 2018: Jsem máma
- 2018: Oteckovia
- 2019: Kavej: Z východu na západ